# Cityring (Vejle)
 For alternative betydninger, se Cityring. (Se også artikler, som begynder med Cityring)
Cityring O1, er en indre ringvej, der går rundt om det indre Vejle.
Vejen består af Damhaven (rute 28) – Enghavevej - Flegborg - Vedelsgade - Skovgade - Nørrebrogade - Strandgade - Langeline - Danmarksgade - Gammelhavn og ender til sidst i Damhaven.
Cityringen tager meget af trafikken, der skal ind til indre Vejle , men er også en gevinst for de handlende, idet der ikke kommer så meget gennemkørende trafik ind gennem midtbyen.